# Ácido nonacosílico
El ácido nonacosílico, o ácido nonacosanoico, es un ácido graso saturado de cadena larga de 29 carbonos (C29:0) con la fórmula química CH3(CH2)27COOH.